# シャフトドライブ
シャフトドライブ（Shaft drive）とは回転動力（トルク）を軸によって伝達する方式である。乗り物などでも広く用いられ、動力伝達軸はドライブシャフトと呼ばれる場合もある。

## 自動車での利用
自動車の黎明期には動力伝達に革ベルトを用いたベルトドライブが採用され、1960年代にはホンダ・S600のような部分チェーン駆動の自動車が生産されたこともあるが、現在はほとんどの自動車でシャフトドライブを採用している。

## 二輪車での利用

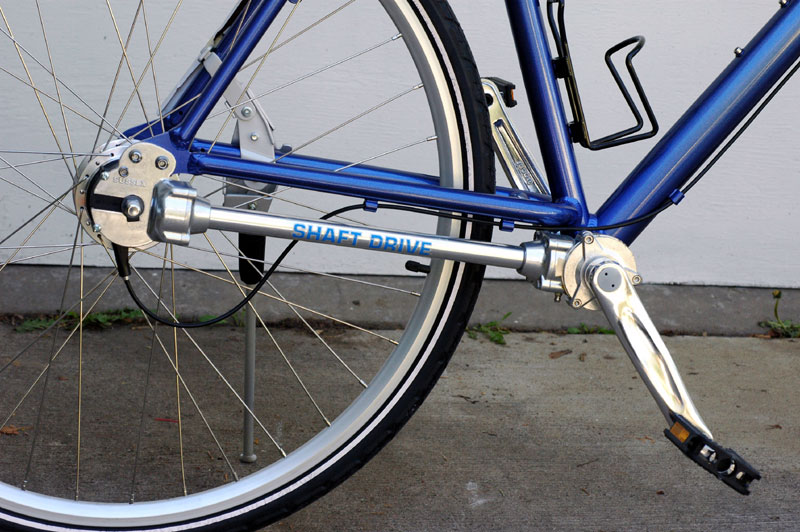
シャフトドライブの自転車

オートバイや自転車の駆動伝達方式として一部の車種で用いられている。エンジンやクランクペダルのトルクをシャフトとベベルギア(かさ歯車)を組み合わせて伝達する。

### オートバイ
主流のチェーン駆動と比べると、剛性や堅牢性が高く、騒音において有利である。また、チェーンには注油や定期的な清掃が必要なことに比べると、シャフトドライブはベベルギアのハウジングに満たされたオイルを交換する必要があるが、その頻度は少なくて済み、チェーングリスの飛散が生じない。
一方、チェーンよりも重量や部品コストにおいて不利で、トルクの伝達効率が劣る。加速時に車軸から受ける反トルクによってリヤサスペンションを伸ばす荷重が発生することも欠点とされているが、BMWをはじめ、懸架装置にトルクロッドを設けた平行リンク式を採用して、この点を解消した車種も増えている。
長距離を快適に走ることに重きを置いた比較的排気量の大きいツアラーやクルーザーに採用されているものの、メンテナンスフリー性に着目したヤマハが、女性向け原動機付自転車「キャロット」「マリック」（1979年）やビジネスバイク「タウンメイトT50/T80」（1982年）の各小排気量モデルに採用したことがある。エンジンの出力軸とシャフトがほぼ並行に配置される縦置きエンジンに採用例が多いが、横置きエンジンにもシャフトドライブを採用している車種があり、シャフトの前後に合わせて2組のベベルギアを用いるレイアウトとしている。
BMWは古くから採用していて、日本では陸王・F型やDSK・A-25など、太平洋戦争後の車種にはBMWに範をとったものがあった。丸正自動車製造のライラック号にも採用された。

### 自転車
日本製では丸石サイクルなどからシャフトドライブを採用した製品が発売されている。チェーンドライブに比べると、注油などのメンテナンスを省くことができ、衣服がチェーンの油で汚れることがない。ロスのあるベベルギアによる回転軸の向きの変更が2回必要である。また、ベベルギアに高い精度と保持強度が要求されるため、部品コストが高く重量が重くなりがちである。